# Parasthetops curidius
Parasthetops curidius är en skalbaggsart som beskrevs av Perkins och Balfour-browne 1994. Parasthetops curidius ingår i släktet Parasthetops och familjen vattenbrynsbaggar. Inga underarter finns listade i Catalogue of Life.